# Burley in Wharfedale
Burley in Wharfedale är en ort i civil parish Burley, i distriktet Bradford, i Storbritannien. Den ligger i grevskapet West Yorkshire och riksdelen England, i den centrala delen av landet, 290 km norr om huvudstaden London. Burley in Wharfedale ligger 109 meter över havet och antalet invånare är 5 996. Burley in Wharfedale var en civil parish 1866–1937 när blev den en del av Ilkley. Civil parish hade 3 961 invånare år 1931. Byn nämndes i Domedagsboken (Domesday Book) år 1086, och kallades då Burgelei/Burghelai.
Terrängen runt Burley in Wharfedale är kuperad västerut, men österut är den platt. Runt Burley in Wharfedale är det mycket tätbefolkat, med 1 313 invånare per kvadratkilometer. Närmaste större samhälle är Leeds, 18,7 km sydost om Burley in Wharfedale. Trakten runt Burley in Wharfedale består i huvudsak av gräsmarker.